# (775) Lumière
Pour les articles homonymes, voir Lumière (homonymie).
(775) Lumière est un astéroïde de la ceinture principale découvert le 6 janvier 1914 par l'astronome Joanny-Philippe Lagrula.
Sa désignation provisoire était 1914 TX.